# De boom valt op mij
De boom valt op mij (ook wel Er is een hoek in de kamer) is een gedenkteken in Amsterdam-West.

## Inleiding
Dichteres Ilse Starkenburg werd tijdens een storm in 2015 op het Zoutkeetsplein getroffen door een ontwortelde boom. Ze raakte dermate gewond dat ze per ambulance afgevoerd moest worden. In 2017 schreef ze een gedicht over dit voorval met een tekst die zowel letterlijk als figuurlijk gelezen kan worden:
De boom valt op mij
ik trek hem aan
omdat ik groen draag.
Ze overleefde dit ongeluk wel, maar was geestelijk gehavend door het ongeval. Ze overleed plotseling op 11 november 2019. 

## Beschrijving

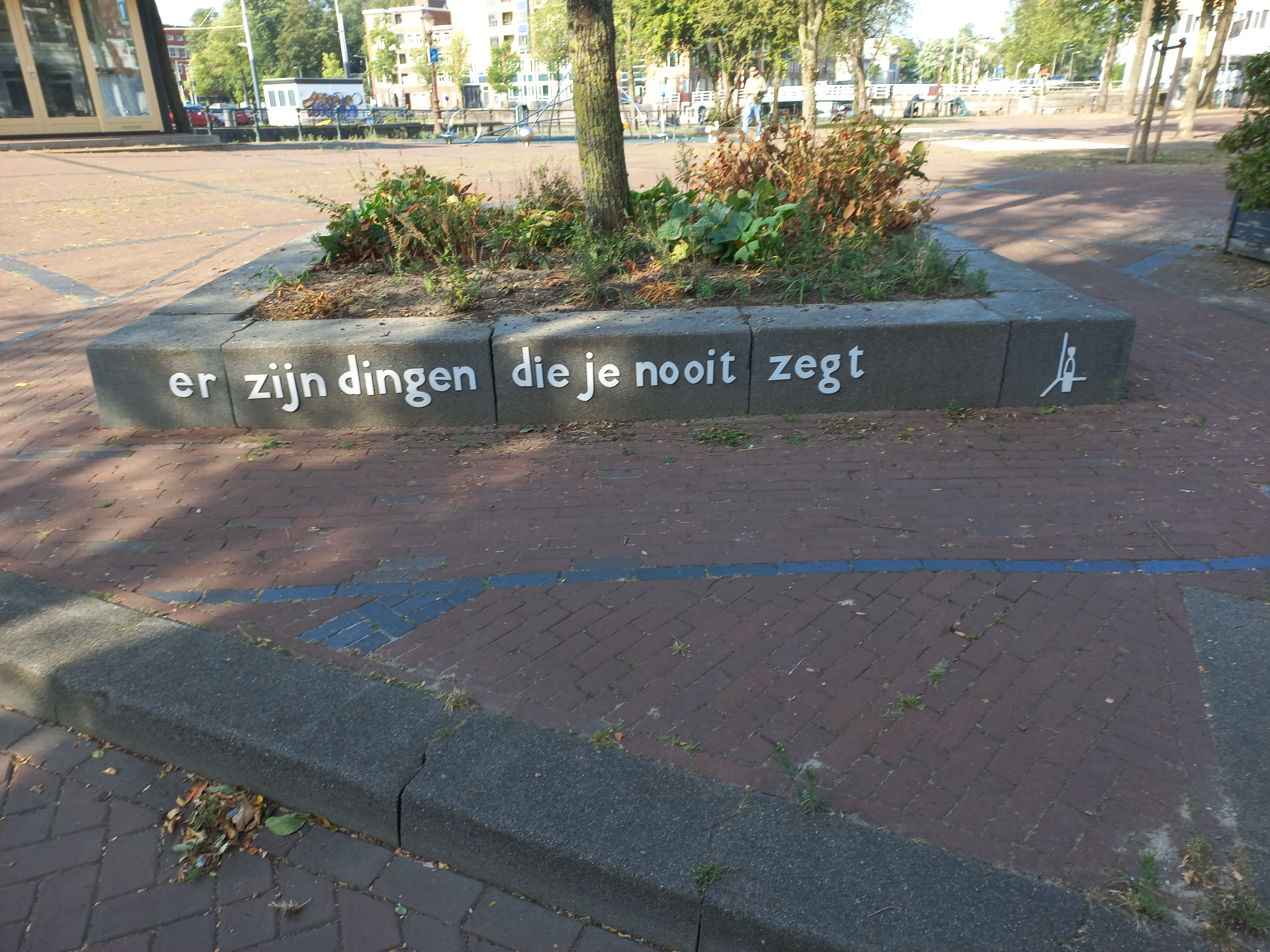
Slotregel (augustus 2024)

Vriendin Els Prinse en Illustrator Timon Hagen die wel met haar samenwerkte (bundel In plaats van alleen, 2003) liet daarop een gedenkteken oprichten op genoemd plein. Rondom een boom werd een vierkanten betonnen rand gemaakt met een tekst van haar, afgesloten met een reliëfje van Hagen:
Er is een hoek in een kamer
waar je nooit komt
er zijn dingen die je nooit zegt.
De tekst verwijst aldus Hagen naar een stukje vloerbedekking in een ieders huiskamer, waar nooit iemand komt en dat nog nieuw is, terwijl andere delen al versleten raken. Voor het lettertype liet Timon Hagen zich inspireren door het lettertype van het Van Randwijk Monument van de vrijwel onbekend gebleven kunstenares Gerda van der Laan. Het beeld op het plein werd op 19 april 2024 onthuld.